# Попович, Григорий Данилович
Григорий Данилович Попович (1905—1966) — советский лётчик минно-торпедной авиации Военно-морского флота во время Великой Отечественной и советско-японской войн. Герой Советского Союза (14.09.1945). Гвардии подполковник (29.12.1947).

## Биография
Родился 10 (23) апреля 1905 года в селе Моринцы Каневского уезда Киевской губернии Российской империи (ныне село Корсунь-Шевченковского района Черкасской области Украины) в крестьянской семье. Украинец. Образование — 7 классов. До призыва на военную службу работал в личном крестьянском хозяйстве.
В ряды Рабоче-крестьянского Красного Флота Г. Д. Попович был призван Корсуньским районным военкоматом Киевской области Украинской ССР 4 ноября 1927 года. Прошёл военную подготовку в Учебном отряде Морских сил Чёрного моря (с 1935 г. — Черноморский флот). Срочную службу краснофлотец Г. Д. Попович начал мотористом в 60-й отдельной авиационной эскадрилье ВВС Черноморского флота, которая базировалась в Севастополе. Прошёл путь от моториста до старшего авиатехника. Отслужив срочную службу, Григорий Данилович решил остаться на флоте, и в декабре 1933 года был переведён на должность младшего инженера в 124-ю авиационную эскадрилью ВВС Черноморского флота.
Первая половина 30-х годов XX века в Советском Союзе ознаменовалась бурным развитием авиации. Изменения стали происходить и в морской авиации, хотя и более низкими темпами: появились корабли, способные принимать на борт гидросамолёты, в войска стал поступать новый морской торпедоносец ТБ-3, полным ходом шла разработка новых образцов вооружения. Эпопея со спасением экипажа парохода «Челюскин» ещё раз продемонстрировала необходимость увеличения численного состава морской авиации. В середине 30-х годов XX века началась подготовка лётчиков и штурманов для новых подразделений морской авиации, создание которых планировалось завершить к 1938 году. В декабре 1934 года Г. Д. Попович стал слушателем 2-й Краснознамённой военной школы командиров звеньев, а в 1936 году окончил эту школу. 
С декабря 1936 года служил в должности командира звена 27-й отдельной минно-торпедной авиационной эскадрильи ВВС Балтийского флота. В августе-сентябре 1938 года недолго занимал должность командира звена в группе управления авиации Военно-морского флота, после чего был направлен на Дальний Восток. Там назначен командиром звена формирующегося 4-го минно-торпедного полка 29-й авиационной бригады имени Н. А. Острякова ВВС Тихоокеанского флота (аэродром Романовка, Приморский край), затем был помощником командира 1-й авиационной эскадрильи полка, а 17 января 1941 года капитан Д. Г. Попович был назначен командиром 1-й эскадрильи 4-го минно-торпедного полка.
С началом Великой Отечественной войны капитан Г. Д. Попович написал несколько рапортов об отправке на фронт, но все его просьбы были отклонены. Лишь в январе 1942 года девять лучших экипажей эскадрильи Поповича получили приказ о направлении на Северный флот. Получив в Комсомольске-на-Амуре новые торпедоносцы ДБ-3Ф, группа, которую лидировал Григорий Данилович, в условиях зимы за 28 часов преодолела расстояние в 9000 километров без единого лётного происшествия и приземлилась под Москвой. Отсюда по личному приказу командующего авиацией ВМФ генерал-лейтенанта С. Ф. Жаворонкова 3 экипажа были направлены в Саранск, где шло формирование новых полков морской авиации, а остальные взяли курс на Ваенгу. Из прибывших на Северный флот тихоокеанцев была сформирована 6-я авиационная эскадрилья 2-го гвардейского смешанного Краснознаменного авиационного полка имени Б. Ф. Сафонова, командиром которой был назначен капитан Г. Д. Попович.
Около полумесяца у лётчиков эскадрильи ушло на адаптацию и изучение местного рельефа, после чего они активно включились в боевую работу. Ведомые своим командиром, они осуществляли минирование проливов и фьордов северной Финляндии и северной Норвегии, патрулировали акваторию Баренцева моря до острова Медвежий и Норвежского моря вплоть до Тромсё, атаковали вражеские корабли и сопровождали конвои союзников. Среди наиболее значимых операций эскадрильи в этот период были постановки мин в заливе Петсамо, Бёк-фьорде, проливах Магерёй-сунд и Брей-сунд. 17 июня 1942 года капитан Попович нанёс бомбовый удар по аэродрому противника в Луостари, уничтожив 6 вражеских самолётов (2 Ю-88, 1 Ме-110, 3 Ме-109) и ещё 3 серьёзно повредив. 30 июня 1942 года его эскадрилья на аэродроме Банак в северной Норвегии уничтожила 8 немецких бомбардировщиков. 15 июля 1942 года в результате бомбового удара по порту Хоннингсвог лётчики эскадрильи потопили танкер водоизмещением 12000 тонн, 30 июля 1942 года при входе в Порсангер-фьорд был торпедирован транспорт водоизмещением 15000 тонн, а 9 августа 1942 года там же пущен на дно транспорт водоизмещением 7000 тонн. На личный счёт гвардии капитана Г. Д. Поповича в августе 1942 года были записаны два корабля противника: 21 августа в акватории Порсангер-фьорда он потопил сторожевой корабль, а 23 августа недалеко от норвежского посёлка Хамнингберг — транспорт водоизмещением 7000 тонн.
Ещё в марте 1942 года началось преобразование 2-го гвардейского смешанного авиационного полка в истребительный, но эскадрильи торпедоносцев оставались в его составе до октября 1942 года. В октябре 1942 года на базе его 5-й и 6-й эскадрилий началось формирование 24-го минно-торпедного авиационного полка. 21 октября 1942 года гвардии капитан Г. Д. Попович был назначен командиром его 1-й эскадрильи. Формирование полка завершилось в ноябре 1942 года, а боевую работу лётчики возобновили в декабре 1942 года. 15 декабря 1942 года Григорий Данилович первым на Северном флоте произвёл ночную торпедную атаку, потопив в Варангер-фьорде транспорт противника водоизмещением до 6000 тонн.
В январе 1943 года 24-й минно-торпедный авиационный полк был включён в состав 5-й минно-торпедной авиационной бригады ВВС Северного флота. В её составе лётчики полка продолжали уничтожение надводных целей у берегов северной Норвегии и архипелага Шпицберген. 23 марта 1943 года Г. Д. Попович поразил ещё одну надводную цель — вражеский транспорт водоизмещением 8000 тонн в Кунгс-фьорде. 28 марта 1943 года в составе группы Григорий Данилович участвовал в атаке на немецкий конвой, в результате которой на дно пошли три транспорта общим водоизмещением 20000 тонн. За образцовое выполнение боевых заданий командования и массовый героизм лётного состава приказом Народного комиссара Военно-морского флота № 190 от 31.05.1943 года 24-й минно-торпедный авиационный полк был преобразован в 9-й гвардейский. Всего за время участия в боевых действиях в составе Северного флота гвардии капитан Г. Д. Попович совершил 56 боевых вылетов, в том числе 19 по спецзаданиям командования, лично потопил 4 корабля (3 транспорта и 1 сторожевой корабль) и ещё 5 (4 транспорта и танкер) в составе группы, в воздушных боях и на аэродромах уничтожил 15 и повредил 4 самолёта противника, создал 15 очагов пожара на аэродромах и военно-морских базах противника.
В конце июня 1943 года Г. Д. Попович был отозван с фронта. Ему присвоили звание майора и вновь направили на Тихоокеанский флот. После двухмесячного пребывания в офицерском резерве 6 октября 1943 года опытного боевого лётчика назначили на должность помощника командира 4-го минно-торпедного авиационного полка 2-й минно-торпедной авиационной дивизии ВВС Тихоокеанского флота по лётной подготовке и воздушному бою. До начала Советско-японской войны Григорий Данилович занимался обучением лётного состава полка, передавая приобретённый на Северном флоте боевой опыт. Успешные действия лётчиков полка в ходе войны с Японией во многом объяснялись предварительной боевой учёбой, проведённой под руководством майора Г. Д. Поповича. 
9 августа 1945 года полк одним из первых начал боевые действия против японских войск, атаковав цели в порту Расин (Северная Корея). За 9 дней участия в войне лётчики 4-го минно-торпедного авиационного полка совершили 115 боевых вылетов, в ходе которых потопили 10 кораблей противника. Майор Г. Д. Попович за это время произвёл два боевых вылета, один из которых на разведку. 10 августа 1945 года в сложных погодных условиях у мыса Болтина (Мусудан) (Северная Корея) он торпедировал японский военный корабль, опознанный им как эсминец — фактически его торпедой был потоплен японский фрегат № 82, ставший самым крупным достоверно потопленным японским военным кораблём в советско-японской войне). 
14 сентября 1945 года указом Президиума Верховного Совета СССР майору Поповичу Григорию Даниловичу было присвоено звание Героя Советского Союза.
После окончания Второй мировой войны Григорий Данилович служил на авиабазе Романовка в составе своего полка. В феврале-декабре 1946 года учился на Высших офицерских курсах авиации ВМФ, после их окончания назначен помощником командира 36-го минно-торпедного авиаполка ВВС 5-го ВМФ. В марте 1948 года уволился в запас в звании подполковника. 
Жил и работал в городе Херсоне. 24 сентября 1966 года Г. Д. Попович скончался. Похоронен в Херсоне.

## Награды
- Медаль «Золотая Звезда» № 8986 Героя Советского Союза (14.09.1945);
- орден Ленина (14.09.1945);
- два ордена Красного Знамени (14.12.1942; 02.04.1943);
- орден Александра Невского (04.02.1943);
- орден Красной Звезды (01.09.1944);
- медали, в том числе:
  - медаль «За оборону Советского Заполярья» (1945).

## Память
- В родном селе Моринцы именем Г. Д. Поповича названа улица, на месте бывшего дома его семьи установлен памятный знак.

## Документы
- Общедоступный электронный банк документов «Подвиг Народа в Великой Отечественной войне 1941—1945 гг.» Дата обращения: 10 декабря 2012. Архивировано из оригинала 13 марта 2012 года.

Представление к званию Героя Советского Союза. Дата обращения: 10 декабря 2012. Архивировано 18 января 2013 года.
Указ Президиума Верховного Совета СССР о присвоении звания Героя Советского Союза. Дата обращения: 10 декабря 2012. Архивировано 18 января 2013 года.
Представление к ордену Красного Знамени с отметкой о награждении (1942). Дата обращения: 10 декабря 2012. Архивировано 18 января 2013 года.
Орден Красного Знамени (наградной лист и приказ о награждении от 02.04.1943). Дата обращения: 10 декабря 2012. Архивировано 18 января 2013 года.
Орден Александра Невского (наградной лист и приказ о награждении). Дата обращения: 10 декабря 2012. Архивировано 18 января 2013 года.
Орден Красной Звезды (наградной лист и приказ о награждении). Дата обращения: 10 декабря 2012. Архивировано 18 января 2013 года.

Служебные документы
Боевой счёт Г. Д. Поповича на Северном флоте
Боевой счёт Г. Д. Поповича на Тихоокеанском флоте
Послужной список Г. Д. Поповича